# Риос Лосано, Родриго
Родриго Риос Лосано (исп. Rodrigo Ríos Lozano; 6 июня 1990, Сория) — испанский футболист, нападающий клуба «Сеута».

## Клубная карьера
Родри начинал карьеру в скромной команде «Ла Мотилья», откуда и попал в систему «Севильи». За вторую команду клуба он дебютировал в 2009 году, а свой первый вызов в основу получил в начале 2010 года. Родри попал в заявку на матч Лиги чемпионов с московским ЦСКА, но на поле так и не вышел. 28 февраля того же года он дебютировал в Примере во встрече с «Атлетиком» (0:0), заменив Ренато. Свой второй матч за «Севилью» форвард провёл уже в конце сезона - 15 мая. Это был матч с «Альмерией». Родри забил гол ударом через себя на 93 минуте игры. Этот гол был высоко оценён севильской прессой. В сезоне 2010/11 форвард провёл пять игр за «Севилью». Летом 2011 года игрок пополнил ряды второй команды «Барселоны».

## Карьера в сборной
Родри провёл два матча и забил один гол за молодёжную сборную Испании.

## Достижения
- Обладатель Кубка Испании: 2009/10

## Статистика выступлений
| Выступление      | Выступление      | Выступление      | Лига | Лига | Кубок страны | Кубок страны | Еврокубки | Еврокубки | Другие | Другие | Итого | Итого |
| Клуб             | Лига             | Сезон            | Игры | Голы | Игры         | Голы         | Игры      | Голы      | Игры   | Голы   | Игры  | Голы  |
| ---------------- | ---------------- | ---------------- | ---- | ---- | ------------ | ------------ | --------- | --------- | ------ | ------ | ----- | ----- |
| Севилья Б        | Сегунда Б        | 2009/10          | 28   | 9    | —            | —            | —         | —         | —      | —      | 28    | 9     |
| Севилья Б        | Сегунда Б        | 2010/11          | 26   | 19   | —            | —            | —         | —         | —      | —      | 26    | 19    |
| Севилья Б        | Итого            | Итого            | 54   | 28   | —            | —            | —         | —         | —      | —      | 54    | 28    |
| Севилья          | Примера          | 2009/10          | 2    | 1    | 0            | 0            | 0         | 0         | —      | —      | 2     | 1     |
| Севилья          | Примера          | 2010/11          | 5    | 0    | 3            | 1            | 1         | 0         | —      | —      | 9     | 1     |
| Севилья          | Итого            | Итого            | 7    | 1    | 3            | 1            | 1         | 0         | —      | —      | 11    | 2     |
| Барселона Б      | Сегунда          | 2011/12          | 35   | 7    | —            | —            | —         | —         | —      | —      | 35    | 7     |
| Барселона Б      | Итого            | Итого            | 35   | 7    | —            | —            | —         | —         | —      | —      | 35    | 7     |
| Шеффилд Уэнсдей  | Чемпионшип       | 2012/13          | 11   | 1    | —            | —            | —         | —         | 1      | 0      | 12    | 1     |
| Шеффилд Уэнсдей  | Итого            | Итого            | 11   | 1    | —            | —            | —         | —         | —      | —      | 11    | 1     |
| Сарагоса         | Примера          | 2012/13          | 12   | 2    | —            | —            | —         | —         | —      | —      | 12    | 2     |
| Сарагоса         | Итого            | Итого            | 12   | 2    | —            | —            | —         | —         | —      | —      | 12    | 2     |
| Альмерия         | Примера          | 2012/13          | 26   | 8    | —            | —            | —         | —         | —      | —      | 26    | 8     |
| Альмерия         | Итого            | Итого            | 26   | 8    | —            | —            | —         | —         | —      | —      | 26    | 8     |
| Всего за карьеру | Всего за карьеру | Всего за карьеру | 146  | 37   | 3            | 1            | 1         | 0         | 1      | 0      | 151   | 38    |